# Eudemonisme
L'eudemonisme és una doctrina ètica que considera la felicitat com el bé suprem i alhora la finalitat última de qualsevol acció moral.
Hom considera que hi ha dos tipus d'eudemonismes:
1. L'eudemonisme subjectiu, com ara l'epicureisme i l'utilitarisme, els quals consideren que el fi últim de les accions no són els plaers violents i puntuals, les quals poden tenir, a més a més, conseqüències doloroses, sinó els plaers que apaivaguen l'ànima.
2. L'eudemonisme objectiu, postulat per Aristòtil, amb el qual el fi últim no és pas el plaer personal, sinó la realització d'un bé objectiu.

S'ha considerat eudemonisme l'hedonisme, la doctrina estoica i també l'utilitarisme. Totes aquestes doctrines basen les seves normes morals en la realització plena de la felicitat, entesa com a estat de plenitud i harmonia de l'ànima, diferent del plaer i que es pot presentar de manera personal, com a Demòcrit, Sòcrates, Aristòtil, Aristip i l'escola cirenaica, l'estoïcisme o el neoplatonisme, o bé de manera col·lectiva, com es va establir a partir de David Hume.
Entre els eudemonistes cal destacar-ne Aristòtil, qui afirmava que per arribar a la felicitat calia actuar de manera natural. És a dir, amb una part animal (béns físics i materials), una part racional (ment) i una part social, que es concretaria en practicar la virtut, que segons Aristòtil se situava en el punt mitjà entre dues passions oposades. Aristòtil menciona que per arribar a la vida bona, a la vida contemplativa, cal comportar-se bé, posseir el coneixement necessari per poder practicar les virtuts i adquirir l'hàbit de comportar-se d'acord amb les virtuts. També és necessari considerar el judici de l'home prudent per escollir quina acció és més virtuosa; d'aquí que la prudència sigui la clau de totes les virtuts.
Els seguidors d'aquesta teoria ètica afirmaven que no es pot ser sempre plenament feliç. Els eudemonistes pensaven que el plaer era un complement de la felicitat. La proposta principal de l'eudemonisme és "el bé és allò que ens fa feliços i la felicitat és l'augment de les nostres forces per obrar". Però aquesta teoria no està gaire ben fonamentada, perque allò que fa feliç algú no fa feliç els altres, així que això deixaria de ser un bon acte, que és en principi del que es tracta de cercar amb un camí cap a la felicitat.

## Eudemonisme polític
Basat en el model teòric de justificació de l'Estat, hi ha la idea d'una voluntat pròpia, privada i àdhuc a vegades autònoma, que es basa en un intent d'una doctrina i d'una institució de l'Estat l'objectiu de la qual sigui el principi de la felicitat universal pública. Imponent que l'origen de la llei moral prové de la felicitat i essent una raó perquè aquesta s'acompleixi.
Mentre que l'autoritat que dirigeix el poble cerca la seva felicitat d'acord amb la seva idea d'allò que és la felicitat, és aquí quan cau la idea d'una política totalment eudemonista perfecta, mentre que l'autoritat cerca la felicitat del poble, qui regeix el poder es converteix en tirà en exercir-la conforme al a seva percepció, però el poble en voler aconseguir arribar a la seva pròpia idea del que causa felicitat cerca rebel·lar-se contra els seus dirigents.
Davant d'aquesta política ètica, no podria haver-hi un acord entre qui dirigeix el poble i el poble mateix, atès que ambdós tenen una concepció pròpia del que és la felicitat; fins i tot dins del propi poble, atès que no tots qui el conformen tenen la mateixa percepció del que els fa feliços.
Immanuel Kant criticava aquesta política, on la felicitat no era el principi de la institució de l'Estat, sinó la llibertat basada en les lleis naturals, sent destituïda per una voluntat general legisladora.